# Вітниця (Великопольське воєводство)
Вітниця (пол. Witnica) — село в Польщі, у гміні Жґув Конінського повіту Великопольського воєводства.
Населення — 112 осіб (2011).
У 1975-1998 роках село належало до Конінського воєводства.

## Демографія
Демографічна структура станом на 31 березня 2011 року:
|          | Загалом | Допрацездатний вік | Працездатний вік | Постпрацездатний вік |
| -------- | ------- | ------------------ | ---------------- | -------------------- |
| Чоловіки | 56      | 12                 | 37               | 7                    |
| Жінки    | 56      | 8                  | 33               | 15                   |
| Разом    | 112     | 20                 | 70               | 22                   |